# Warburg-Hypothese
Die Warburg-Hypothese ist eine Hypothese zu den Ursachen der Krebsentstehung. Sie geht auf Arbeiten des deutschen Physiologen Otto Heinrich Warburg in den 1920er Jahren zurück. Dieser beobachtete, dass Krebszellen zur Energiegewinnung nach der Spaltung der Glucose in Pyruvat (Glykolyse) das Pyruvat als Milchsäure ausscheiden (Milchsäuregärung), statt es wie normale Zellen in den Mitochondrien zu verbrennen (Citratzyklus). Dieses Verhalten ist als Warburg-Effekt oder „aerobe Glykolyse“ bekannt und unumstritten. Warburg schlussfolgerte jedoch, dass die beobachteten Veränderungen die einzige Ursache der Entstehung von Krebs seien. Diese von ihm aufgestellte Hypothese gilt durch die Fortschritte der molekularbiologischen Forschung als überholt. Die Bedeutung der Milchsäuregärung für die entarteten Krebszellen und mögliche daran ansetzende Therapien bleiben dagegen Gegenstand der Krebsforschung.

## Warburg-Effekt
Gesunde Zellen gewinnen ihre Energie aus der Glykolyse und dem daran anschließenden Citratzyklus in den Mitochondrien (Atmungskette), in dem das Endprodukt der Glykolyse, das Pyruvat, über Acetyl-CoA verstoffwechselt wird. Für den Abbau im Citratzyklus ist Sauerstoff notwendig. Bei Sauerstoffmangel entfällt daher der Citratzyklus und die Zelle wandelt Pyruvat in Milchsäure um, die sie ausscheidet. Somit bleibt der Zelle zur Energiegewinnung nur die Glykolyse, die deutlich ineffizienter ist als die vollständige Oxidation im Citratzyklus. Erhält die Zelle wieder genug Sauerstoff, produziert sie weniger Laktat und kehrt zurück zur Energiegewinnung mithilfe der Atmungskette.
Otto Warburg entdeckte in den 1920er-Jahren, dass Tumorzellen auch dann ausschließlich Glucose in der Milchsäuregärung abbauen, wenn ihnen genug Sauerstoff für die Atmungskette zur Verfügung steht. Dadurch haben sie einen hohen Glukose-Verbrauch. 50 Jahre später wurde für diese Entdeckung der Begriff Warburg-Effekt geprägt.

## Hypothese
Warburg schloss schon 1924, dass die beobachtete Störung der Zellatmung ursächlich für die Entstehung von Krebs sei. Diese Hypothese verfeinerte er in den 1950er-Jahren und erweiterte sie um „entfernte“ und „letzte“ Ursachen, wobei die entfernten Ursachen praktisch alle Karzinogene umfassen, während die letzte Ursache die Umstellung des Energiestoffwechsels von Oxidation auf Gärung (also die Glykolyse ohne anschließenden Citratzyklus) sei.

## Bewertung
Otto Warburgs Idee, dass die Ursache von Krebs allein in gestörten Mitochondrien und einer Störung der Zellatmung zu suchen sei, war von Anfang an umstritten. So wurde ihm entgegengehalten, dass längst nicht alle Krebszellen einen veränderten Glukosestoffwechsel zeigen und dass seine Hypothese Erkenntnisse zu genetischen Veränderungen in Zellen ignoriere. Mittlerweile gilt Warburgs Hypothese, die den Warburg-Effekt als treibende Kraft der Krebsentstehung sieht, als widerlegt.